# Chuck Palahniuk
Charles Michael "Chuck" Palahniuk, född 21 februari 1962 i Pasco i delstaten Washington, USA, är en amerikansk författare och frilansjournalist.
Palahniuk är främst känd för den prisbelönta Fight Club (1996) som senare blev filmregisserad av David Fincher; se Fight Club. 2008 blev även romanen Choke filmatiserad. Under 2017 startar inspelningen av filmatiseringen av Lullaby. Palahniuks satiriska sätt att skriva påminner om andra författares såsom Bret Easton Ellis, Irvine Welsh och Douglas Coupland och han har kommit att bli en av Generation X mest populära författare. Andra böcker av Pahlaniuk är Survivor, Diary, Invisible monsters, Choke och Lullaby.

### Romaner
- Fight Club (1996)
- Survivor (1999)
- Invisible Monsters (1999)
- Choke (2001)
- Lullaby (2002)
- Diary (2003)
- Haunted (2005)
- Rant (2007)
- Snuff (2008)
- Pygmy (2009)
- Tell-all (2010)
- Damned (2011)
- Invisible Monsters Remix (2012)
- Doomed (2013)

### Utgivning på svenska
- Fight Club (översättning: Anna Hellsten, Modernista, 2006)

- Gallring (originaltitel: Lullaby, översättning: Fredrik Malmquist, Doppelgänger, 2016)

### Övrig prosa
- Fugitives and Refugees: A Walk in Portland, Oregon (2003)
- Stranger Than Fiction: True Stories (2004)